# The Social Network Song
The Social Network Song (OH OH - Uh - OH OH), (tidigare Facebook, Uh, Oh, Oh (A Satirical Song)), är en musiksingel från den sanmarinska sångerskan Valentina Monetta. Musiken är komponerad av Ralph Siegel medan texten är skriven av Timothy Touchton och Jose Santana Rodriguez.
Låten var San Marinos bidrag i Eurovision Song Contest 2012 i Baku i Azerbajdzjan. Låten framfördes i den första semifinalen den 22 maj. Bidragets startnummer var 11. Det tog sig dock inte vidare till finalen.

## Bakgrund
Låten är en ny textversion av landets tidigare officiella bidrag för Eurovision Song Contest 2012. Den ordinarie låten "Facebook,Uh, Oh, Oh" blev diskvalificerad den 18 mars då den tydligt bröt mot tävlingens regler som säger att inga bidrag får innehålla någon form av reklam, i det här fallet för Facebook. EBU meddelade att San Marino hade fram till den 23 mars på sig att antingen skriva om låtens text alternativt skicka in en annan låt för fortsatt tävlan 2012. Den nya versionen presenterades för första gången den 22 mars. Även den nya musikvideon släpptes samma dag. Den 23 mars släpptes den nya versionen som singel. Den 10 april släpptes en EP på Itunes för digital nedladdning som innehåller fem remixer av låten.
Den nya versionen av låten är nästan densamma som originalversionen förutom att ordet "Facebook" har tagits bort från låttexten. Även musikvideon är densamma som originalversionen förutom att nya klipp har tagits med för att få ändringen av låtens text att fungera ihop med videon.

## Versioner
The Social Network Song (EP)
1. "The Social Network Song" (Singelversion) – 3:00
2. "The Social Network Song" (Karaokeversion) – 3:00
3. "The Social Network Song" (Euro-Clubversion) – 5:36

The Social Network Song Remixer (EP)
1. "The Social Network Song" (Club Remix) – 6:37
2. "The Social Network Song" (Baltic Club Mix) – 4:35
3. "The Social Network Song" (Baltic Club Mix Radio Edit) – 3:15
4. "The Social Network Song" (Club Mix) – 4:20
5. "The Social Network Song" (Club Mix Radio Edit) – 3:22

## Facebook, Uh, Oh, Oh
"Facebook, Uh, Oh, Oh (A Satirical Song)" är originalversonen av låten framförd av Valentina Monetta och som skulle ha varit San Marinos bidrag i Eurovision Song Contest 2012 om den inte diskvalificerats.
Låten presenterades för första gången den 16 mars. Singeln släpptes på iTunes den 16 mars 2012. Den officiella musikvideon hade premiär samma dag. Trots att låten inte skulle användas i Eurovision så släpptes den 11 maj en EP på Itunes för digital nedladdning som innehåller samma remixer som finns för "The Social Network Song" fast nu även för "Facebook, Uh, Oh, Oh".

### Versioner
Facebook, Uh, Oh, Oh (EP)
1. "Facebook, Uh, Oh, Oh" (Singelversion) – 3:00
2. "Facebook, Uh, Oh, Oh" (Karaokeversion) – 3:00
3. "Facebook, Uh, Oh, Oh" (Euro-Clubversion) – 5:37

Facebook, Uh, Oh, Oh Remixer (EP)
1. "Facebook, Uh, Oh, Oh" (Club Remix) – 6:37
2. "Facebook, Uh, Oh, Oh" (Baltic Club Mix) – 4:35
3. "Facebook, Uh, Oh, Oh" (Baltic Club Mix Radio Edit) – 3:15
4. "Facebook, Uh, Oh, Oh" (Club Mix) – 4:20
5. "Facebook, Uh, Oh, Oh" (Club Mix Radio Edit) – 3:22